# Bonares
Bonares és un poble de la província de Huelva (Andalusia), que pertany a la comarca d'El Condado. La seva economia es basa en la vinya i la maduixa.

## Història
Va formar part de l'àrea cultural de Tartessos, i hi ha restes d'una vila romana del segle I a Los Bojeos, propera al riu Tinto. També formà part del Regne de Niebla, que fou conquerit per Alfons X el Savi en el segle xiii. El 1369 fou concedida al Comtat de Niebla, aleshores en mans de Juan Alonso de Guzmán, Senyor de Sanlúcar, qui en el segle xv dominava Beas, Trigueros, Rociana, Villarrasa, Lucena del Puerto, Menes, Facanías (ara Valverde del Camino), Puebla de Guzmán, Alosno, El Almendro, Santa Bárbara de Casa, etc.